# パイラ松島・奥松島ユースホステル
パイラ松島・奥松島ユースホステル（パイラまつしま・おくまつしまユースホステル）は、かつて存在した宮城県のユースホステル。日本ユースホステル協会に加盟していた。東日本大震災で甚大な被害を受け、すでに解体されて更地となっており、公式ホームページでも閉館扱いとなっている。以下は被災前の状況を記す。

## 設備
- 個人や小グループに適している
- 団体の利用に適している
- グループで一室利用可
- ゲストルームあり
- 駐車場あり
- 駐輪場あり
- 会議室あり
- 洗濯機あり
- 乾燥機あり
- 荷物預かりあり
- 英語による予約可
- クレジットカード可
- 周辺にスポーツ施設あり
- レンタサイクルあり

## アクセス
- 仙石線野蒜駅 徒歩15分

北緯38度22分3秒 東経141度9分27秒 / 北緯38.36750度 東経141.15750度座標: 北緯38度22分3秒 東経141度9分27秒 / 北緯38.36750度 東経141.15750度